# Енн Річардс
Дороті Енн Вілліс Річардс (англ. Dorothy Ann Willis Richards; нар. 1 вересня 1933, Лейсі-Лейкв'ю, Макленнан, Техас — пом. 13 вересня 2006, Остін, Техас) — американський політик-демократ, феміністка. З 1991 по 1995 вона працювала губернатором Техасу, програла у перегонах за переобрання майбутньому президенту США Джорджу Бушу-молодшому. Річардс була другою жінкою, що зайняла цю посаду у Техасі (після Міріам Фергюсон з 1925 по 1927 і з 1933 по 1935).

## Життєпис
Енн Річардс народилася 1 вересня 1933 року в Лейсі-Лейкв'ю округ Макленнан, штат Техас.
Вже в школі брала участь у групі дебатів і в програмі «Дівчата в державі (і нації)».
У 1950 році після закінчення школи вступила до університету Бейлор.
Під час навчання в Бейлорі вона вийшла заміж за  Девіда Річардса.
Річардс здобула ступінь бакалавра у Бейлорському університеті, викладала в Університеті Техасу.
У 1970-х роках будинок Річардсів служив центром для демократичних та лівих політиків Техасу. Енн підтримувала жінок-кандидаток, право жінок на аборти, ЛГБТ-рухи і інші "ліві" ініціативи.

### Особисте життя
Мати чотирьох дітей, в тому числі активістки руху про-чойс, президентки Planned Parenthood Сесіль Річардс.
На початку 80-х проходила лікування від алкоголізму, після чого стала активісткою руху Анонімних алкоголіків (АА).
У 1984 розлучилася з чоловіком.

### Політична кар'єра
Була комісаром округу Тревіс з 1977 по 1983, скарбником Техасу з 1983 по 1991.
З 1991 по 1994  роки була губернатором штату Техас. За час губернаторства заборонила приховане носіння пістолетів і обмежила доступ до штурмової зброї.
Програла перевибори Джорджу Бушу.
Після цього працювала політичним консультантом, продовжуючи кампанію за ліберальні ініціативи та кандидатів. Вона також працювала запрошеним професором в Brandeis University.
У березні 2006 року було оголошено, що у неї діагностовано рак стравоходу. Вона померла у віці 73 років.
У 2013 Х.Тейлор створила про Річардс пьєсу "Енн".